# Шпёль
Шпёль (романш. Spöl, ранее также известная как Aqua Grande) — река в Италии и Швейцарии.
Длина Реки Шпёль — 28 км. Долина реки называется Валь да Шпёль (романш. Val da Spöl). Исток реки Шпёль расположен возле Альпе Ваго (Alpe Vago) у перевала Форкола ди Ливиньо (Forcola di Livigno) на итальянско-швейцарской границе.
Шпёль протекает через Ливиньо, Швейцарский национальный парк и впадает в реку Инн около деревни Цернец в Нижнем Энгадине.
Протекает по территории кантона Граубюнден и итальянского региона Ломбардия. Относится к бассейну Дуная.
Координаты истока: 46°26′35″ с. ш. 10°06′58″ в. д.. Координаты устья: 46°41′38″ с. ш. 10°05′19″ в. д..